# Pierrina
Pierrina es un género con de plantas de flores perteneciente a la familia Lecythidaceae. Comprende dos especies. 

## Especies
- Pierrina longifolia
- Pierrina zenkeri